# Маніла (Арканзас)
Маніла (англ. Manila) — місто (англ. city) в США, в окрузі Міссіссіппі штату Арканзас. Населення — 3682 особи (2020).

## Географія
Маніла розташована на висоті 73 метри над рівнем моря за координатами 35°53′4″ пн. ш. 90°9′51″ зх. д. / 35.88444° пн. ш. 90.16417° зх. д. (35.884495, -90.164175).  За даними Бюро перепису населення США в 2010 році місто мало площу 9,06 км², уся площа — суходіл.

## Демографія
Згідно з переписом 2010 року, у місті мешкали 3342 особи в 1288 домогосподарствах у складі 891 родини. Густота населення становила 369 осіб/км².  Було 1433 помешкання (158/км²). 
Расовий склад населення:
| - 96,4 % — білих - 0,5 % — чорних або афроамериканців - 0,3 % — корінних американців - 0,1 % — азіатів - 1,9 % — осіб інших рас |

До двох чи більше рас належало 0,7 %. Іспаномовні складали 2,9 % від усіх жителів.
За віковим діапазоном населення розподілялося таким чином: 26,0 % — особи молодші 18 років, 59,9 % — особи у віці 18—64 років, 14,1 % — особи у віці 65 років та старші. Медіана віку мешканця становила 36,5 року. На 100 осіб жіночої статі у місті припадало 95,7 чоловіків;  на 100 жінок у віці від 18 років та старших — 90,3 чоловіків також старших 18 років.
Середній дохід на одне домашнє господарство  становив 57 572 долари США (медіана — 30 114), а середній дохід на одну сім'ю — 65 975 доларів (медіана — 48 125). За межею бідності перебувало 32,6 % осіб, у тому числі 47,4 % дітей у віці до 18 років та 25,2 % осіб у віці 65 років та старших.
Цивільне працевлаштоване населення становило 995 осіб. Основні галузі зайнятості: роздрібна торгівля — 23,0 %, освіта, охорона здоров'я та соціальна допомога — 18,8 %, виробництво — 15,4 %.
За даними перепису населення 2000 року в Манілі проживало 3055 осіб, 842 родини, налічувалося 1214 домашніх господарств і 1304 житлових будинки. Середня густота населення становила близько 363,7 осіб на один квадратний кілометр. Расовий склад Маніли за даними перепису розподілився таким чином: 98,20 % білих, 0,03 % — чорних або афроамериканців, 0,39 % — корінних американців, 0,07 % — азіатів, 1,05 % — представників змішаних рас, 0,26 % — інших народів. іспаномовні склали 1,08 % від усіх жителів міста.
З 1214 домашніх господарств в 34,1 % — виховували дітей віком до 18 років, 55,8 % представляли собою подружні пари, які спільно проживали, в 10,0 % сімей жінки проживали без чоловіків, 30,6 % не мали сімей. 27,4 % від загального числа сімей на момент перепису жили самостійно, при цьому 14,6 % склали самотні літні люди у віці 65 років та старше. Середній розмір домашнього господарства склав 2,47 особи, а середній розмір родини — 3,02 особи.
Населення міста за віковим діапазоном за даними перепису 2000 року розподілилося таким чином: 25,9 % — жителі молодше 18 років, 8,6 % — між 18 і 24 роками, 28,0 % — від 25 до 44 років, 21,6 % — від 45 до 64 років і 15,9 % — у віці 65 років та старше. Середній вік мешканця склав 36 років. На кожні 100 жінок в Манілі припадало 89,3 чоловіків, у віці від 18 років та старше — 85,6 чоловіків також старше 18 років.
Середній дохід на одне домашнє господарство в місті склав 24 896 доларів США, а середній дохід на одну сім'ю — 33 105 доларів. При цьому чоловіки мали середній дохід в 31 344 долара США на рік проти 19 063 долара середньорічного доходу у жінок. Дохід на душу населення в місті склав 13 754 долари на рік. 13,4 % від усього числа сімей в населеному пункті і 18,4 % від усієї чисельності населення перебувало на момент перепису населення за межею бідності, при цьому 18,6 % з них були молодші 18 років і 26,4 % — у віці 65 років та старше.